# Вулиця 28 бригади
Вулиця 28 бригади (до 2024 — Паустовського) — одна із вулиць Одеси, розташована в Пересипському районі. Названа на честь 28-ї окремої механізованої бригади імені Лицарів Зимового Походу Збройних Сил України. Бере початок від вулиці Семена Палія (прилучається) та закінчується кільцем із переїздом до села Ілічанка.

## Назва
Вулиця 28 бригади до 2024 року мала іншу назву — вулиця Паустовського, названа на честь російського та радянського письменника Костянтина Паустовського. Відповідно до Закону України «Про засудження та заборону пропаганди російської імперської політики в Україні і деколонізацію топонімії», було ухвалене рішення про перейменування цієї вулиці на честь 28-ї окремої механізованої бригади імені Лицарів Зимового Походу.

## Медичні заклади
- Одеський геріатричний будинок-інтернат для осіб похилого віку — 28 бригади, 2

## Освітні заклади
- Станція юних техніків Сигма — 28 бригади, 17/1

## Релігійні установи
- Храм спасіння, євангелістська церква — 28 бригади, 10

## Транспорт
- На вулиці 28 бригади зупиняються:
- Трамваї: 1, 1к, 7
- Маршрутні таксі: 120, 165, 168, 190, 240, 242
- Автобуси: 13, 39, 39С, 59, 59А, 67, 67т, 130, 533, 561, 563, 587, 929

## Галерея

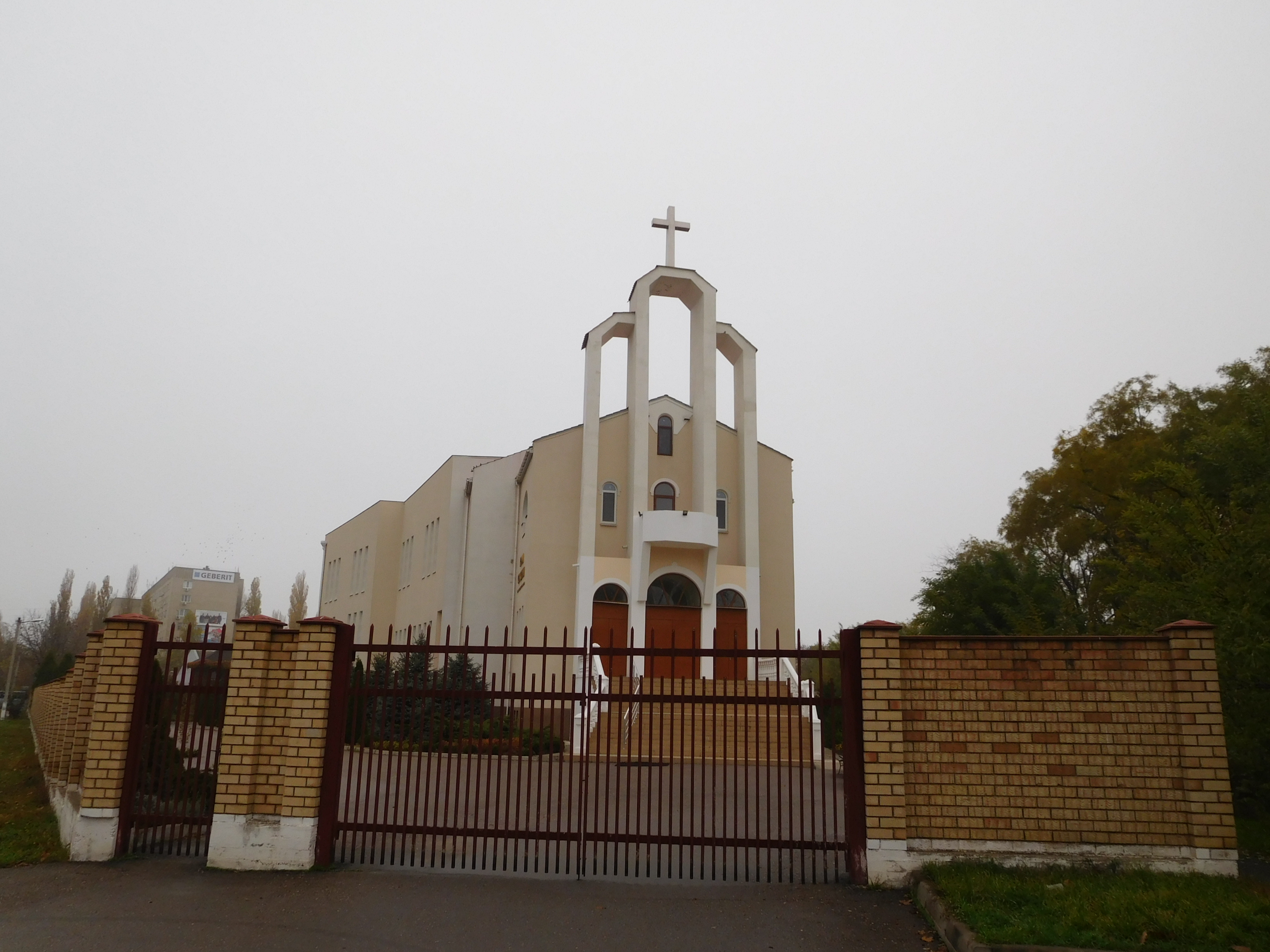
Баптистська церква
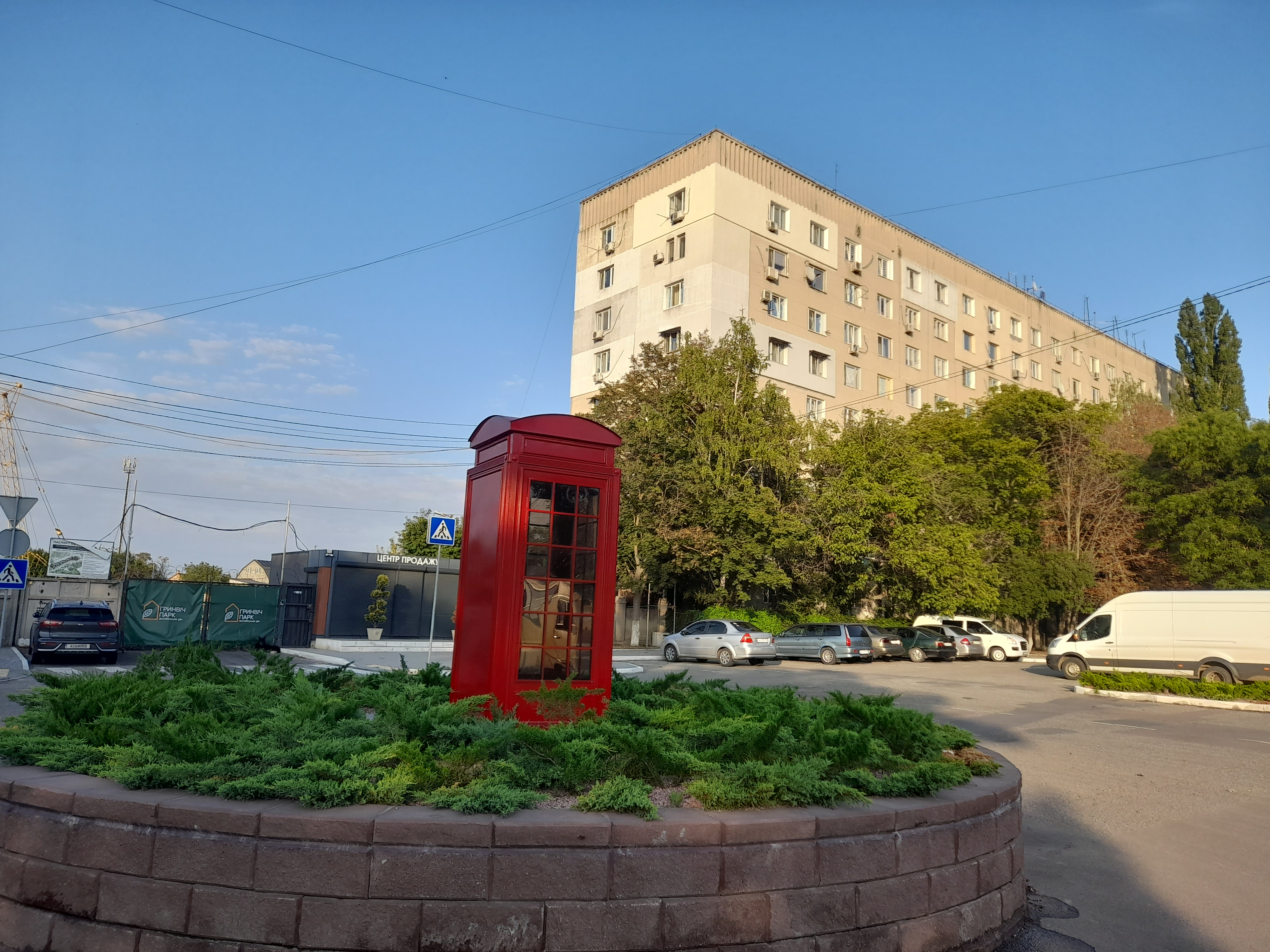
Початок вулиці